# Trente Secondes d'amour
Pour plus de détails, voir Fiche technique et Distribution.
Trente Secondes d'amour (Trenta secondi d'amore) est une comédie sentimentale italienne réalisée par Mario Bonnard et sortie en 1936.

## Synopsis
Au volant de la voiture de son mari, Grazia heurte un piéton qui se tient sur le trottoir devant sa maison. À sa sortie de l'hôpital, l'homme demande, par l'intermédiaire de ses avocats, une indemnisation de cent cinquante mille lires. Mais, après avoir rencontré la femme qui l'a renversé, il propose un compromis : il renonce à l'argent en échange d'un baiser qui doit durer trente secondes. Au départ, la femme refuse, mais après avoir consulté sa famille, elle accepte. Au moment crucial, l'homme renonce galamment et, se déclarant satisfait, s'en va. Grazia le poursuit dans les escaliers et le gifle. Puis vient, de façon inattendue, le baiser. Lorsque sa famille la rejoint, elle leur dit que l'homme est parti sans l'embrasser.

## Fiche technique
- Titre français : Trente Secondes d'amour[1]
- Titre original italien : Trenta secondi d'amore[2]
- Réalisateur : Mario Bonnard
- Scénario : Mario Bonnard, Aldo De Benedetti d'après son roman.
- Photographie : Carlo Montuori
- Montage : Eraldo Da Roma
- Musique : Cesare Andrea Bixio, Giulio Bonnard (it)
- Décors : Guido Fiorini (it)
- Production : Giuseppe Amato
- Société de production : Amato Film
- Pays de production :  Royaume d'Italie
- Langue originale : italien
- Format : Noir et blanc - 1,37:1 - Son mono - 35 mm
- Durée : 66 minutes
- Genre : Comédie romantique
- Dates de sortie :
  - Royaume d'Italie : 24 octobre 1936
  - France : Durant l'Occupation

## Distribution
- Elsa Merlini : Grazia Siriani
- Nino Besozzi : Piero Gialandi, le piéton délabré
- Enrico Viarisio : Dr. Tulio Siriani
- Margherita Bagni : Tante Giovanna Siriani
- Anna Magnani : Gertrude Siriani, la sœur de Tullio, vieille fille
- Giuseppe Porelli : Avocat Ferrini
- Jone Frigerio : Eleonora Siriani mère de Tullio
- Calisto Bertramo : Tranquillo Siriani oncle de Tullio
- Enzo Gainotti : Annibale Siriani, le père de Tullio
- Lilla Brignone : Annetta
- Luigi Mottura : un client du dentiste
- Nicola Maldacea :
- Claudio Ermelli :